# Відносне подовження крила

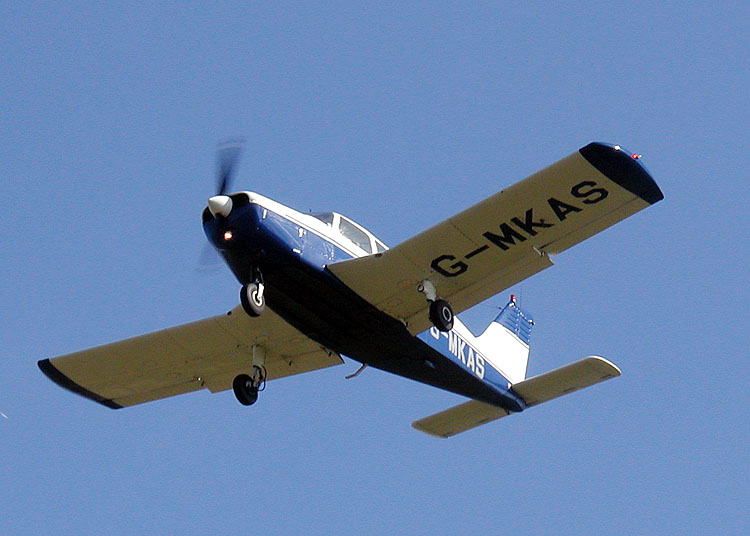
Piper PA-28 Cherokee — літак з низьким відносним подовженням (AR=5,6)

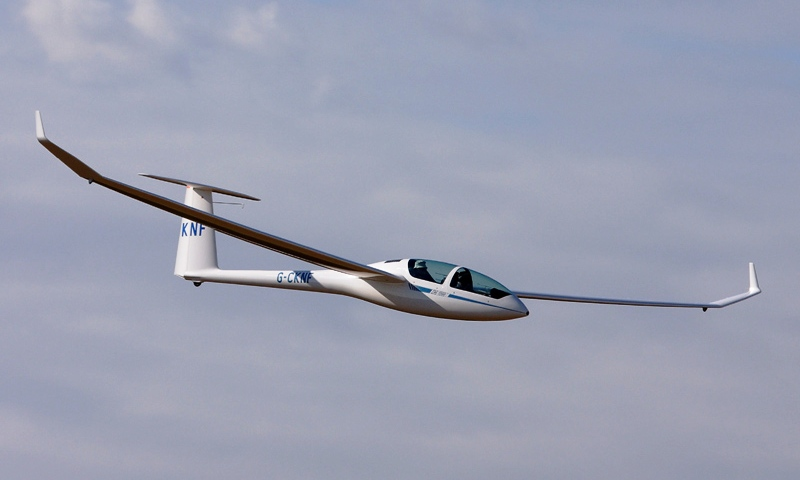
Планер DG Flugzeugbau DG-1000, як і решта планерів, з дуже високим відносним подовженням (AR=22,8)

Відносне подовження крила або просто відносне подовження в аеродинаміці — параметр крилатих літальних апаратів та літаючих тварин, що визначається як квадрат розмаху крила, поділений на загальну площу крила:
{\displaystyle AR={b^{2} \over S}}
де
b — розмах крила
S — площа крила.
Фактично, високе відносне подовження означає довге вузьке крило, а низьке — широке й коротке.